# Buitenkamper
Een buitenkamper was tijdens de Tweede Wereldoorlog en de Bersiap in Nederlands-Indië een niet in een jappenkamp (kawat) geïnterneerde van Nederlandse of Nederlands-Indische afkomst. Dit betrof alleen burgers; alle militairen waren reeds in aparte kampen gevangengezet. In de kampen belandden rond 100.000 Nederlanders, terwijl er zo’n 220.000 buitenkampers waren.

## Selectiesysteem van de Japanners
Aanvankelijk werden de Europeanen (totoks) en Indische Nederlanders (Indo's) door de Japanse bezetter volgens een pendaftaran (registratiebewijs) geselecteerd op grond van de voorouders. Voor het gevangenzetten in de jappenkampen waren de criteria: ambtenaren, hoger en middenkader personeel, 100% Europees (totoks), en Nederlands-Indisch met een Nederlandse vader, Nederlands-Indisch met Nederlands-Indische ouders (Indo’s). Ook werd op uiterlijk geselecteerd; leek men erg inlands, dan kwam men niet voor het kamp in aanmerking.
 
Later werd een meer verfijnd systeem ingevoerd op grond van het afstammingsbewijs (asal oesoel), waardoor meer Nederlandse burgers in de kampen belandden. 
Van de rond 350.000 (Indische)Nederlanders belandden ruim 100.000 in de interneringskampen, terwijl zo’n 250.000 buiten de kampen bleven.

## Inlandse bevolking
Tijdens het binnentrekken van de Japanse troepen werden die door de inheemse bevolking onthaald met gejuich en Japanse vlaggetjes, omdat die dacht dat de Japanners hen kwamen bevrijden van de Nederlandse overheersing.   

## Vogelvrij
De Indische Nederlanders die niet in de kampen belandden, waren vogelvrij. Dat hield in dat zij vooralsnog van Japanse kant weinig te vrezen hadden, maar wel van de inheemse milities, die het gemunt hadden op alles wat Europees was, Nederlandse sympathieën had of samen gewerkt had met de (Indische) Nederlanders. Veel van deze buitenkampers hadden te maken met geweld, werden geïntimideerd of vermoord. De moorden vonden op gruwelijke wijze en vaak ’s avonds of ’s nachts plaats. Een groot aantal slachtoffers is in waterputten en kuilen gedumpt, anderen in massagraven. Hierdoor is tot op heden het exacte aantal slachtoffers niet bekend.
Tijdens de Bersiap verbleven degenen die in de kampen zaten, ook toen nog in die kampen en werden op gezag van de Britten bewaakt door de Japanse bewakers, om hen te beschermen tegen de inheemse opstandelingen. Zij die buiten de kampen verbleven waren echter vogelvrij en waren hun leven niet zeker.

## Geldnood
De buitenkampers waren geheel op zichzelf aangewezen, doordat alle banktegoeden werden geconfisqueerd en salarissen niet meer werden uitbetaald. Door bijvoorbeeld verkoop van bezittingen aan een 'toekan botol' (opkoper), zoals sieraden en zelfs tot aan hun laatste kleding toe kon men nog aan geld komen voor voedsel. De kleding bestond uiteindelijk alleen nog uit van jute zakken gemaakte kleding. Vrouwen die goed konden koken, verkochten hun zelfgemaakte maaltijden. Om aan vlees te komen vingen de kinderen kikkers in de sawah’s en werd er godok goreng (gebakken kikkerbilletjes) mee gemaakt.

## Onderwijs
De kinderen van de buitenkampers konden niet meer naar school, terwijl het onderwijs op de inlandse scholen doorging, maar onder Japanse invloed; de kinderen leerden onder meer Japanse marsliedjes en propagandistische teksten zingen. De Nederlandse scholen werden geconfisqueerd en omgevormd tot inlandse scholen. Naast het onderwijs in het Bahasa Indonesia, werd ook Japans aan het onderwijs toegevoegd. De jongens kregen een militaristische opleidingen, waarin hen werd geleerd met ‘geweren’ in de vorm van stokken om te gaan.

## Pemoeda’s
De Japanners probeerden door indoctrinatie bij de pemoeda’s een toenemende haat te kweken tegen de Nederlanders. Hen werd onderwezen om te kunnen omgaan met bamboe roentjings (speren) en klewangs (kapmessen). 

## Smokkelwaar
Buitenkampers slaagden er vaak in briefjes met berichten of wat eten via een kleine opening in het gedek (omheining) het kamp in te smokkelen voor in het jappenkamp gevangen familieleden of kennissen. 

## Voedselschaarste
Naarmate de oorlog langer duurde, nam door inbeslagname van voedsel en oogsten door Japanners de voedselschaarste toe en brak hongersnood uit onder de buitenkampers. Zo kwam het voor dat men een handvol rijst moest delen met zeven personen.

## Vrouwen met kinderen
Voor moeders waren meisjes die in de puberteit kwamen een grote zorg; zij vormden voor de Japanse bezetter een aantrekkelijk alternatief voor bezoek aan bordelen. De moeders waakten daarom streng over hun dochters, hoewel er toch meisjes werden geronseld en in de prostitutie terechtkwamen als 'troostmeisje'. Veel moeders schoren hun dochters kaal om ze het uiterlijk van een jongen te geven. Om  het onderscheid tussen de jongens en meisjes te verkleinen werden ook jongens kaalgeschoren. Voordeel voor hen was, dat zij geen last meer hadden van de veelvoorkomende hoofdluis en ontstekingen op de hoofdhuid. Jongens liepen nogal eens weg en belandden evenals hun inlandse leeftijdgenoten op straat en gingen uit stelen om aan hun voeding te kunnen komen. Zij liepen de kans door de Japanners te worden opgepakt om opgeleid te worden tot soldaat, waarbij zij getraind werden in het vechten met stokken.

## Gevolgen voor onderwijs en carrière
Doordat de kinderen niet naar school konden, verleerden zij al snel de Nederlandse gewoonten en taal, en namen het Maleis op straat snel op. Kinderen in de kampen werd nog wel in enkele vakken onderwijs gegeven, waardoor de buitenkampse kinderen achterstanden in het onderwijs opliepen. Naderhand konden zij via 'herstelscholen' de opgelopen achterstand wel inhalen, maar was een normale maatschappelijke carrière voor hen niet weggelegd.

## Geïsoleerd
Daar waar Nederlandse comités hulp boden aan de ex-geïnterneerden, lag dat bij buitenkampers anders. Doordat men in Nederland niet begreep dat deze groep door het Japanse systeem niet in de kampen was terechtgekomen, werd al snel gedacht dat zij zich aan de Japanse zijde hadden geschaard en dus niet op hulp hoefden te rekenen. Bovendien was deze groep zeer verspreid over Indië en hadden zij onderling weinig contact. Degenen die in de kampen hadden gezeten, hadden nog dagelijks een sociale omgang en versterkten elkaar mentaal. Dit alles gaf de buitenkampers het gevoel steeds te worden buitengesloten en versterkte het wantrouwen naar de maatschappij.  

## Kempeitai
Voor de Japanners waren de buitenkampers echter als een bedreiging gezien, omdat zij zich loyaal aan Nederland bleven opstellen. Zij vreesden verzet vanuit de Indische gemeenschap. Omdat zij ‘staatsgevaarlijk’ werden geacht, werd door het Japans gezag de maatregel ingevoerd alle jongens ouder dan 14 jaar tijdens razzia’s door de Kempeitai (vergelijkbaar in Nederland tijdens de Tweede Wereldoorlog met de Gestapo) te laten oppakken en in werkkampen tewerk te stellen, te dwingen een loyaliteitsverklaring aan Japan te ondertekenen, en bij weigering te ondervragen en zo nodig te martelen. Bij verdere weigering werden zij naar strafkampen gestuurd, zoals Halimoen in Batavia en Dampit bij Malang, of konden zij bij nog verder verzet in gevangenissen terecht komen en worden terechtgesteld met onthoofding tot gevolg, zoals dat bij 13 jongens in Dampit gebeurde. Ook vielen achtergebleven echtgenotes en kinderen in handen van de Kempeitai, nadat zij bij het minste geringste door door de bezetter betaalde inheemse verklikkers waren verraden.

## Bersiapkampen
In de periode 1945-1947 verbleven de meesten die de Japanse kampen hadden overleefd in de zogenaamde Bersiapkampen, die bewaakt werden in eerste instantie door Japanse soldaten en later door Britse militairen. Zo werden de bewoners van deze kampen tijdens deze uiterst gewelddadige periode van pemoeda's tegen alles wat westers was gevrijwaard, in tegenstelling tot  de buitenkampers, Chinezen en Indonesische Nederlands-gezinden die grote kans liepen vermoord te worden.